# New Bremen (Nowy Jork)
New Bremen – miasto w Stanach Zjednoczonych, w stanie Nowy Jork, w hrabstwie Lewis.